# Eternal Sunshine
Eternal Sunshine  –estilizado en minúsculas en español Luz solar eterna– es el séptimo álbum de estudio de la cantautora estadounidense Ariana Grande. Fue lanzado el 8 de marzo de 2024 a través de Republic Records. Es su primer trabajo nuevo en tres años, tras el lanzamiento de Positions (2020). Escrito y producido por Grande, Max Martin, Ilya Salmanzadeh y Oscar Görres, entre otros, Eternal Sunshine es un álbum de pop y R&B con influencias de la música dance, particularmente synth pop y house, caracterizado por sintetizadores de tiempo medio, sutiles elementos de guitarra y cuerdas.

## Antecedentes

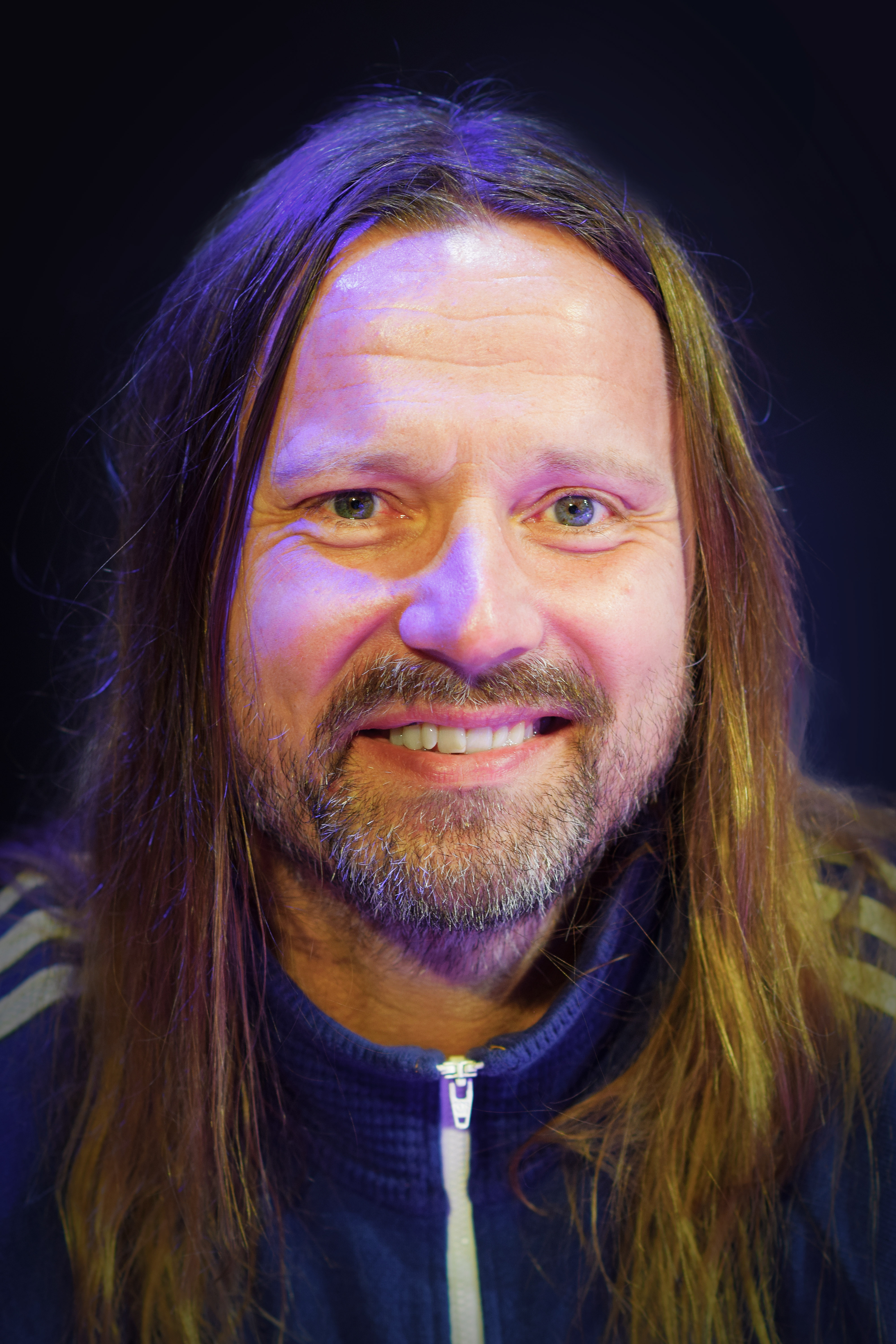
Max Martin es un productor de Eternal Sunshine, junto a Grande e Ilya Salmanzadeh.

El 12 de mayo de 2022, 19 meses después del lanzamiento de su sexto álbum de estudio, Positions (2020), Ariana Grande aclaró que no grabaría otro álbum hasta que termine de filmar Wicked (2024), la adaptación cinematográfica del musical de Broadway del mismo nombre, en el que interpreta al personaje de Glinda. En octubre de 2023, insinuó por primera vez en broma un próximo álbum al publicar «ag7: goat mother» como título de Instagram. Un conjunto de fotografías incluía una foto de ella con el productor sueco y colaborador de toda la vida Max Martin en Jungle City Studios en la ciudad de Nueva York.
El 7 y 17 de diciembre, Grande compartió una serie de fotografías y videoclips trabajando en estudios de grabación y editando archivos de audio. A diferencia de épocas anteriores, ella declaró específicamente que no habría fragmentos de canciones para el próximo álbum.  El 27 de diciembre, la cantante confirmó el lanzamiento del álbum en 2024 a través de sus redes sociales. Publicó un carrusel de videos en su Instagram que la muestran llorando en un estudio de grabación y a su madre Joan bailando una nueva canción suya, entre otros. Ella subtituló la publicación «See you next year» («nos vemos el próximo año» en español) y etiquetó varias cuentas, incluido el músico sueco Ilya Salmanzadeh, el director de videos musicales Christian Breslauer y Republic Records. Se refirió a la imagen de ella llorando y a otra que la muestra bailando como los «dos estados de ánimo del álbum». Se enviaron a los fanáticos paquetes con el lápiz labial On Your Collar de R.E.M. Beauty en el tono «Attention», que incluía un primer plano borroso de los labios rojos de Grande y la leyenda de una publicación de Instagram que haría unos días después del parto.

## Concepción
Grande describió Eternal Sunshine como «una especie de álbum conceptual» que comprende «diferentes piezas realzadas de la misma historia, de la misma experiencia».
Wendy Goldstein, copresidenta de Republic Records, describió el disco como una «versión elevada» de los álbumes anteriores de Grande, calificándolo de una encarnación de «Sweetener se encuentra [...] con Thank U, Next».

## Grabación y producción
En un video compartido en sus redes sociales de ella mostrando algunas canciones del álbum al personal de Republic Records, Grande reveló que después de que la huelga SAG-AFTRA 2023 obligó a pausar temporalmente la filmación de Wicked, ella "vino [al estudio]" y comenzó a trabajar en el disco en septiembre. Además, reveló que trabajó con Max Martin durante algunas semanas y que también se encargó de la producción por su cuenta. Se organizaron grabaciones vocales y orquestaciones "adecuadas" en noviembre. El trabajo en el álbum concluyó a finales de diciembre de 2023. Refiriéndose a Durante el período de realización de Eternal Sunshine, Grande declaró que "las cosas [estaban] simplemente saliendo a borbotones y sucediendo muy rápidamente".

## Música y letra
Eternal Sunshine es un álbum de pop y R&B que presenta elementos de música dance, especialmente synth-pop y house. Helen Brown de The Independent lo describió como un álbum de "pop lento", que consiste en sintetizadores, cuerdas y guitarra silenciada. Jem Aswad de Variety sintió que Martin y Salmanzadeh imbuyeron el álbum con un "ambiente sueco muy de música popular en Suecia y una estructura en las pistas" inspirada en el pop clásico. un estilo atípico de los músicos angloamericanos. Líricamente, el álbum es una combinación de ambos "ultra" "Temas seguros de sí mismo y completamente autocríticos", inspirados en las relaciones personales de Grande. Billboard lo describió como un disco introspectivo, uno en el que Grande reflexiona sobre sí misma cuando llega a los 30 años de edad.

### Canciones
La canción de apertura de Eternal Sunshine, "Intro (End of the World)", incluye principalmente cuerdas y una guitarra taciturna. La canción describe la vida de Grande. ansiedades con su pareja, y la posibilidad de su fin. Grande describió la segunda canción, "Bye", como la canción más difícil del álbum para ella, diciendo: "Fue difícil por la Razón por la que desesperadamente no quería que sonara como un jódete. Quería que sonara como:Necesito irme, así que adiós". La tercera canción, "Don't Wanna Break Up Again", analiza los sentimientos encontrados que tuvo hacia el final de su relación con Dalton Gomez. Si bien se refiere a ello como una "situación" que ella sabe que debe terminar, la canción muestra una reticencia a seguir adelante con la tarea de poner fin al matrimonio y describe los pasos que siguió para tratar de salvarlo, es decir, la terapia. Rolling Stone describió las tres primeras pistas del álbum como "pop de los setenta".
El interludio del álbum, "Saturn Returns", muestra de manera destacada un video de YouTube de la astróloga Diana Garland, mientras analiza la importancia de la edad de 29 años en la vida de una persona. Ella insta al oyente a "despertar" y "descifrar quién es realmente" antes de la quinta canción principal del álbum. El interludio se desvanece directamente en "Eternal Sunshine", durante el cual Ariana parece aceptar los defectos de su pareja y su relación. En la canción, insinúa que Gómez pudo haberla engañado durante su relación y muestra incertidumbre sobre su futuro por un ritmo de "R&B-pop". "Supernatural", la sexta pista del álbum, tiene un ritmo de R&B de bajo tempo. La letra trata sobre cómo Grande está enamorada de alguien y es inseparable. Grande deja que este amor se apodere de todo su estado mental. La letra también muestra que Grande se está recuperando de la angustia y está lista para amar nuevamente. Billboard clasificó a "Supernatural" en el puesto 8 de Eternal Sunshine y lo comparó con "Breathin'" de Sweetener, ya que ambas canciones son "jonrones innegables y éxitos infalibles del pop puro". La séptima pista, "True Story", y la octava pista, "The Boy is Mine", se colocaron juntas intencionalmente en la lista de canciones y ambas se describen como canciones de R&B que hacen eco de la música de los años 90. y años 2000. Grande describe la primera como "una historia falsa basada en todos los eventos falsos" con un "rebote furtivo de R&B" y elementos de G-funk en su producción. La última canción se inspiró en las reacciones positivas recibidas por la canción filtrada, "Fantasize", por parte de los fanáticos de Grande. La canción es una "versión elevada de [Fantasize]" y también una "reinvención" de la canción del mismo nombre.

## Lanzamiento y promoción
Republic Records lanzó Eternal Sunshine el 8 de marzo de 2024. Se lanzó en streaming, descarga digital, cinco variantes de CD y seis variantes de LP. Los pedidos anticipados comenzaron el 17 de enero, día en que se anunció el álbum. El 10 de marzo se lanzó una edición digital de lujo del álbum, llamada "Slightly Deluxe", como lanzamiento sorpresa a través de la tienda web de Grande; con cuatro pistas adicionales que incluyen un remix de "Supernatural" con Troye Sivan y el remix prelanzado con Mariah Carey de "Yes, And?". La edición "Slightly Deluxe" se lanzó a los servicios de streaming al día siguiente.

### Comercialización
La lista de canciones del álbum no se reveló en su totalidad de inmediato. Grande reveló los títulos de las canciones y el orden de las canciones en días separados, a partir del 27 de enero de 2024, con las pistas 1, 5 y "Yes, And?" como pista 9. Las pistas 2, 6 y 10 se revelaron el 7 de febrero de 2024. seguido de las pistas 3, 7 y 11 el 17 de febrero, y las pistas 4, 8, 12 y 13 el 27 de febrero. Además, Grande reveló algunas letras del álbum a través de sus redes sociales el 27 de febrero. El 6 de marzo de 2024 se lanzó un adelanto del álbum, que presenta a la cantante en una sesión de fotos para una de las portadas.
Grande apareció en el Zach Sang Show para una entrevista de doble episodio para hablar sobre el álbum. El primer episodio se lanzó el 27 de febrero de 2024 y se centró en el proceso creativo. El segundo episodio fue lanzado el 8 de marzo, en el que Grande detalla cada canción. También apareció en Apple Music 1 para una entrevista con Zane Lowe, que se transmitió el 7 de marzo de 2024.

### Título y portada
El título del álbum es una referencia a la película Eternal Sunshine of the Spotless Mind (2004). Está protagonizado por Jim Carrey, de quien Grande se ha declarado fan y en cuya serie, Kidding, ha actuado como invitada. El título Eternal Sunshine fue anunciado a través de dos Easter egg. El primero aparece en la escena inicial del vídeo musical del sencillo principal, «Yes, And?». Muestra una tarjeta roja con las siglas «AG7» en el anverso y las coordenadas geográficas 41,0359° N, 71,9545° O debajo, que sitúan Montauk, Nueva York, un lugar clave de la película. La segunda fue cuando Grande compartió en su Instagram unas líneas del poema de Alexander Pope Eloisa to Abelard, entre ellas: «¡Eternal sunshine of the spotless mind!».

### Sencillos
"Yes, And?", el sencillo principal de Eternal Sunshine, se lanzó el 12 de enero de 2024 a través de servicios de streaming. También se publicó en formatos 7 pulgadas, CD single y casete. La canción El video musical que lo acompaña, dirigido por Christian Breslauer, fue lanzado el mismo día a través del canal Vevo de Grande en YouTube. Grande se burló del título de la canción días antes del lanzamiento cuando fue fotografiada usando una sudadera con el título impreso en el frente. "Yes, ¿and?" debutó en la cima del Billboard Hot 100, marcando el octavo sencillo número uno de Grande en los EE. UU. También encabezó el Global 200, Billboard Global excluyendo Estados Unidos, y Canadian Hot 100; y alcanzó el top cinco en numerosos países, incluido Australia, Irlanda,Nueva Zelanda, y el Reino Unido.
Se lanzaron múltiples versiones y mezclas de la canción, incluyendo un remix con Mariah Carey en febrero.
El 5 de febrero, Grande anunció a través de sus redes sociales que no habría más sencillos de prelanzamiento después de Yes, And?. Explicando sus motivos, Grande dijo que quería que los fans «experimentaran [Eternal Sunshine] en su totalidad esta vez», pero confirmó que se lanzarían sencillos después del álbum.
We Can't Be Friends (Wait for Your Love) le siguió como segundo sencillo el 8 de marzo de 2024. Su videoclip -también dirigido por Breslauer- fue descrito por Grande como su «propia versión corta de Eternal Sunshine of the Spotless Mind. La canción debutó en el primer puesto de la lista Billboard Hot 100, lo que supuso el noveno éxito de Grande y su séptimo número uno. Con esto, Grande superó a Taylor Swift como la mujer con más debuts número uno en la lista. «We Can't Be Friends (Wait for Your Love)» también se situó en el primer puesto del Global 200, y en las listas de otros siete países, entre ellos Nueva Zelanda, Malasia, y Emiratos Árabes Unidos.

### Interpretaciones
Grande apareció como invitada musical en el episodio del 9 de marzo de 2024, de Saturday Night Live. Supuso su tercera aparición en el programa y su primera desde 2016. Interpretó «We Can't Be Friends (Wait for Your Love)» e «Imperfect for You».

## Recepción crítica
Eternal Sunshine tuvo una buena recepción crítica, con los expertos destacando principalmente la voz y versatilidad de la cantante. En el agregador del sitio Metacritic, logró 84 puntos de 100 sobre la base de 19 reseñas, lo que denota «críticas favorables». En una crítica entusiasta, Brittany Spanos de Rolling Stone elogió el disco como «uno de los trabajos más honestos e inventivos de su carrera» y calificó el álbum como un «clásico instantáneo». Varios otros críticos, como Nick Levine de NME, Neil Z. Yeung de AllMusic,  Emma Harrison de Clash, Laura Snapes de The Guardian, y Lindsay Zoladz de The New York Times, lo calificaron como uno de los álbumes más fuertes y sofisticados de Grande hasta el momento, destacando la madurez percibida de su temática.
La tonalidad musical del álbum fue elogiada recurrentemente. Harry Tafoya de Pitchfork, Moses Jeanfrancois de Beats Per Minute, Jem Aswad de Variety, y Mary Siroky de Consequence destacaron la voz «cruda, sutil y contenida» de Grande, que en su opinión se centró en la textura en lugar de mostrar su rango vocal. Zoladz consideró Eternal Sunshine como uno de los lanzamientos más «texturalmente consistentes» de Grande. Por el contrario, Helen Brown de The Independent encontró este tono más bien conversacional, carente de «fuertes enganches melódicos».
Varios críticos criticaron la composición del álbum. Poppie Platt, de The Daily Telegraph, y David Cobbald, de The Line of Best Fit, consideraron el álbum un disco pop «hábilmente» producido, aunque con algunos temas decepcionantes y letras sencillas. Según Tafoya, Grande a menudo se conforma con «frases hechas o revuelve las sílabas», mientras que Siroky observó una falta de enfoque conceptual en las letras, y Green afirmó que algunas pistas eran insustanciales. En una crítica desfavorable, Robert Sona de Sputnikmusic culpó a la composición de las canciones por hacer del álbum una producción «poco ambiciosa».
Varias críticas elogiaron la producción de Martin, destacando su influencia estilística en Eternal Sunshine. Sona dio crédito al «conciso» equipo de productores de Grande -Martin, Salmanzadeh y Davidior- por ayudar a que el álbum se sintiera como «una obra de arte singular y con forma» a diferencia de Positions. Jeanfrancois consideró el sonido un regreso al R&B de los 90, «algo que ha sido ávidamente solicitado» por los fans y la crítica. Sin embargo, Sal Cinquemani de Slant Magazine coincidió con Platt en criticar el álbum por no aventurarse fuera de los estilos musicales conocidos de Grande. La percepción de Eternal Sunshine como un «álbum de divorcio» suscitó un debate crítico. Snapes describió el álbum como un disco perceptivo, «post-divorcio». Tafoya opinó que no es «un disco de divorcio tan cohesivo» como 30 (2021) de Adele, mientras que Jeanfrancois dijo que «no es en absoluto un disco de divorcio».

## Rendimiento comercial
El día de su lanzamiento, Eternal Sunshine recibió 59,1 millones de streams en Spotify a nivel mundial, estableciendo el récord del álbum con más streams en un solo día de 2024 en ese momento. que más tarde fue superado por Future y Metro Boomin's We Don't Trust You.Las 12 canciones del álbum aparecieron simultáneamente en las listas Billboard Global 200 y Global Excl. U.S.. En la primera, diez temas aparecieron entre los 25 primeros, liderada por «We Can't Be Friends (Wait for Your Love)», que debutó en el número uno de ambas listas, siendo el segundo éxito del álbum tras «Yes, And?«.

### Estados Unidos
Eternal Sunshine debutó en el número uno en la lista Billboard 200 de EE. UU. con 227.000 unidades equivalentes a álbumes, incluidos 194,92 millones de reproducciones bajo demanda y 77.000 unidades vendidas en su primera semana. Se convirtió en el sexto álbum número uno de Grande y en su tercera mayor venta en la semana de apertura, detrás de Thank U, Next (360.000) y Sweetener (231,000). Fue el álbum más consumido de la semana, debutando en el número uno en ambas Billboard Top Streaming Albums y Top Album Sales, lo que marca el sexto puesto de Grande en este último. Además, se convirtió en su segundo álbum número uno en la lista Billboard Vinyl Albums. Con 33.000 vinilos vendidos, Grande tuvo su mejor semana de ventas de vinilos hasta el momento, superando Positions (32.000). En el momento de su lanzamiento, Eternal Sunshine logró el mayor debut en ventas en EE. UU. de 2024, superando a Vultures 1 de Kanye West y Ty Dolla Sign (148.000 unidades). En su segunda semana, el álbum se mantuvo en el número uno de la lista, con 100.500 unidades equivalentes a un álbum adicionales, incluidas 115,05 millones de transmisiones bajo demanda y 13.000 álbumes vendidos. Fue el tercer álbum consecutivo de Grande en pasar sus primeras dos semanas en el número uno, después de Thank U, Next y Positions. En su tercera semana, el álbum cayó al número tres en la lista, moviendo 72.000 unidades.
En la edición de la lista Billboard Hot 100 del 23 de marzo de 2024, las 12 pistas elegibles para las listas aparecieron simultáneamente, convirtiéndose en el tercer álbum consecutivo de Grande en hacerlo, después de Thank U, Next (12 canciones) y Positions (14 canciones). 11 de ellos fueron nuevas entradas; 10 de esas canciones aparecieron en el top 40. El recuento de Hot 100 de la carrera de Grande se amplió a 85 entradas, empatándola con Beyoncé en el tercer lugar entre mujeres. El debut número uno del segundo sencillo «We Can't Be Friends (Wait for Your Love)» marcó el primer caso en el que Grande debutó simultáneamente en la cima de las listas Billboard 200 y Hot 100. También la convirtió en la primera mujer en tener dos álbumes con múltiples debuts número uno en los EE. UU., después de Thank U, Next (2019). Thank U, Next (2019) produjo dos sencillos que debutaron en el número uno en el "Billboard" Hot 100: su canción principal y «7 Rings». Además, la abuela de Grande, Marjorie Grande, hizo su primera aparición en el Billboard Hot 100 con la canción del álbum «Ordinary Things», acreditada como Nonna; esto convirtió a Marjorie en la persona de mayor edad que jamás haya aparecido en el Hot 100, a la edad de 98 años.
Con la ayuda del sólido desempeño del álbum en las listas, Grande ascendió al número uno en la lista Billboard Artist 100 por decimosexta semana no consecutiva, la sexta mayor cantidad para cualquier artista desde el inicio de la lista. Además, también marcó el primer caso de Grande en alcanzar la cima tanto de Billboard Hot 100 Songwriters como Hot 100 Producers. Esto la convirtió en la cuarta artista y la segunda mujer en encabezar las listas Artist 100, Hot 100, Billboard 200, Hot 100 Songwriters y Hot 100 Producers simultáneamente. Ella permaneció en número uno en la lista Hot 100 Songwriters durante dos semanas consecutivas.

### Internacionalmente
En el Reino Unido, Eternal Sunshine debutó en el número uno de la UK Albums Chart, convirtiéndose en el quinto álbum número uno consecutivo de Grande. También debutó en el número uno en la Lista oficial de álbumes de vinilo del Reino Unido]. Con cinco álbumes número uno cada uno, Grande se unió a Celine Dion y Lady Gaga como las artistas femeninas con el sexto- más álbumes número uno en el Reino Unido. Se mantuvo en el número uno durante dos semanas consecutivas. Además, los sencillos del álbum «Yes, And?» y «We Can't Be Friends (Wait for Your Love)» alcanzaron el puesto número dos en la UK Singles Chart. El álbum también debutó en la cima de la Lista de álbumes irlandeses, lo que marca el quinto álbum número uno consecutivo de Grande en Irlanda.
En Canadá, Eternal Sunshine debutó en la cima del Billboard Canadian Albums Chart, lo que le valió a Grande su quinto álbum número uno allí. Permaneció en el número uno durante dos semanas consecutivas. Tras su lanzamiento, las 12 pistas del álbum elegibles para las listas aparecieron simultáneamente en el Canadian Hot 100. «Yes, And?» debutó en el número uno, convirtiéndose en el séptimo puesto de Grande en las listas, y «We Can't Be Friends (Wait for Your Love)» debutó en el número tres, marcando su éxito número 23 entre los diez primeros en el país.
En Australia, Eternal Sunshine debutó en el número uno en la ARIA Albums Chart, marcando el quinto álbum de Grande que encabeza las listas en el país. Permaneció en el número uno durante tres semanas consecutivas. Además, siete pistas del álbum aparecieron simultáneamente en el ARIA Top 50 Singles Chart, con «We Can't Be Friends (Wait for Your Love)» que debutó en el número dos, convirtiéndose en el vigésimo éxito entre los diez primeros de Grande en el país y la canción del álbum con las listas más altas, junto con «Yes, And?», que anteriormente alcanzó el puesto número dos.
En Nueva Zelanda, Eternal Sunshine debutó en la cima de la NZ Top 40 Albums Chart, convirtiéndose en el quinto álbum de Grande que encabeza las listas allí. Se mantuvo en el número-uno durante dos semanas consecutivas. Además, nueve pistas del álbum aparecieron simultáneamente en la Lista de los 40 mejores sencillos de Nueva Zelanda, donde «We Can't Be Friends (Wait for Your Love)» se convirtió en el séptimo sencillo número uno de Grande y el sencillo del álbum con las listas más altas, superando a «Yes, And?», que anteriormente alcanzó el puesto número tres.

## Impacto
Eternal Sunshine fue objeto de gran atención por parte de los medios antes y después de su lanzamiento. La estética visual del álbum fue recreada por numerosas marcas. Savannah Walsh de Vanity Fair declaró que en las horas posteriores al lanzamiento del álbum, la audiencia de Eternal Sunshine of the Spotless Mind se había duplicado en Vudu, según Fandango.
Tras el lanzamiento del álbum, la canción de "Brandy y Monica" "The Boy Is Mine" subió 18% en reproducciones en EE. UU. debido a la canción del mismo nombre de Eternal Sunshine, según Billboard. Varios artistas como Christina Aguilera, Kelly Clarkson, Cynthia Erivo, Olivia Rodrigo, Megan Thee Stallion, Billie Eilish, Tate McRae, Selena Gomez, Normani y JT de City Girls elogiaron el álbum y expresaron entusiasmo por su lanzamiento.
Forbes analizó el sólido desempeño de Grande en las listas y la rápida acumulación de primeros puestos en el U.S. Billboard Hot 100, después de los sencillos de Eternal Sunshine "Yes, And?" y "We Can't Be Friends (Wait for Your Love)" debutando en la cima de la lista, estableciendo «Ariana Grande parece alcanzar el número 1 en el Hot 100 cada vez que tiene un nuevo sencillo para compartir con las masas. El público estadounidense la ama y la música que [Grande] hace; obtuvo sus nueve sencillos líder Hot 100 en poco más de media década. Ese es un lapso de tiempo increíblemente corto para ganar tanto, considerando que hay muchos, muchos otros artistas que aún no se han acercado a esa suma, a pesar de que han estado intentando hacerlo durante más tiempo que Grande».
En una reseña de Eternal Sunshine, Matthew Ennis de York Vision también declaró el «estatus de ícono musical" que Grande posee en la industria musical y enfatizó cómo "Eternal Sunshine es sólo otro ejemplo de las habilidades visionarias de Grande como artista que merece su legado como uno de los talentos musicales más definitorios de nuestro tiempo».

## Lista de canciones
| Eternal Sunshine — Edición estándar |                                            |                |          |  |
| N.º                                 | Título                                     | Productores(s) | Duración |  |
| 1.                                  | «Intro (End of the World)»                 | Grande         | 1:32     |  |
| 2.                                  | «Bye»                                      | Grande         | 2:44     |  |
| 3.                                  | «Don't Wanna Break Up Again»               | Grande         | 2:54     |  |
| 4.                                  | «Saturn Returns Interlude»                 | Grande         | 0:42     |  |
| 5.                                  | «Eternal Sunshine»                         | Grande         | 3:30     |  |
| 6.                                  | «Supernatural»                             | Grande         | 2:43     |  |
| 7.                                  | «True Story»                               | Grande         | 2:43     |  |
| 8.                                  | «The Boy Is Mine»                          | Grande         | 2:53     |  |
| 9.                                  | «Yes, And?»                                | Grande         | 3:34     |  |
| 10.                                 | «We Can't Be Friends (Wait for Your Love)» | Grande         | 3:48     |  |
| 11.                                 | «I Wish I Hated You»                       | Grande         | 2:33     |  |
| 12.                                 | «Imperfect for You»                        | Grande         | 3:02     |  |
| 13.                                 | «Ordinary Things» (con Nonna)              | Grande         | 2:48     |  |
| 35:26                               |                                            |                |          |  |

| Eternal Sunshine — Edición casi de lujo |                                         |             |          |  |
| N.º                                     | Título                                  | Producer(s) | Duración |  |
| 14.                                     | «Supernatural» (remix; con Troye Sivan) | Grande      | 2:43     |  |
| 15.                                     | «Imperfect for You» (acoustic)          | Grande      | 3:02     |  |
| 16.                                     | «True Story» (a cappella)               | Grande      | 2:43     |  |
| 17.                                     | «Yes, And?» (remix; con Mariah Carey)   | Grande      | 3:35     |  |
| 47:23                                   |                                         |             |          |  |

| Eternal Sunshine — Edición casi de lujo y en vivo |                                                           |          |  |
| N.º                                               | Título                                                    | Duración |  |
| 1.                                                | «intro (end of the world) - live version»                 | 1:42     |  |
| 2.                                                | «don't wanna break up again - live version»               | 2:54     |  |
| 3.                                                | «eternal sunshine - live version»                         | 3:26     |  |
| 4.                                                | «supernatural - live version»                             | 3:19     |  |
| 5.                                                | «we can't be friends (wait for your love) - live version» | 3:24     |  |
| 6.                                                | «imperfect for you - live version»                        | 3:06     |  |
| 1:08:53                                           |                                                           |          |  |

Notas
- Todos los títulos de las canciones son estilizados en minúsculas, excepto «Saturn Return Interlude» y «Hampstead» que están estilizado con mayúsculas iniciales.
- «Saturn Return Interlude» contiene un extracto de la astróloga Diana Garland.

## Personal
Músicos
- Ariana Grande – voz principal, coros (todas las pistas); programación (pista 4)
- Shintaro Yasuda – teclados, programación (pistas 1, 5, 8); tambores (5, 8)
- Nick Lee – teclados, programación, trombón (pistas 1, 13); bajo, batería (13)
- Aaron Cheung – bajo, guitarra, programación, sintetizador, violín (pista 1)
- Max Martin – teclados (pistas 2, 3, 5–10, 12); coros, bajo, batería (pistas 2, 3, 5, 7–10, 12); guitarra (pistas 2, 7, 10, 12), programación (pistas 3, 5–10, 12)
- Ilya – coros, bajo, teclados, programación (pistas 2–5, 7–12); guitarra (2, 7, 10, 12), sintetizador (pista 3), piano (pistas 5, 9)
- Mattias Bylund – arreglo de cuerdas, cuerdas, sintetizador (pistas 2, 3); glockenspiel, cuernos (pista 2)
- Tomas Jonsson – saxofón tenor (pistas 2, 3)
- Peter Jonasson – trombón (pistas 2, 3)
- Magnus Johansson – trompeta, violín (pistas 2, 3)
- Karl Guner – arreglo de cuerdas, sintetizador (pistas 2, 3)
- Janne Bjerger - trompeta (pistas 2, 3)
- Hanna Helgegren – violín (pistas 2, 3)
- Erik Arvinder – violín (pistas 2, 3)
- Wojtek Goral – saxofón alto (pista 2)
- Michael Engström – bajo (pista 2)
- Lou Carrao – bajo (pista 2)
- David Bukovinszky – violonchelo (pista 2)
- Per Strandberg - guitarra (pista 2)
- Davidior – teclados (pista 5); batería, programación (pista 8)
- Oscar Görres – bajo, guitarra, teclados, percusión, programación (pista 6)
- Shellback – batería (pista 7)
- Davide Rossi – violonchelo, arreglo de cuerdas, viola, violín (pista 10)
- Luka Kloser – bajo, batería, teclados, programación (pista 13)
- Troye Sivan – artista invitado (pista 14)
- Mariah Carey – artista invitada (pista 17)

Técnicos
- Randy Merrill – masterización
- Serban Ghenea – mezcla (pistas 1–3, 5–13)
- Ilya – mezcla (pista 4)
- Sam Holland – ingeniería
- Lou Carrao – ingeniería
- Bryce Bordone – asistencia en la mezcla (pistas 1–3, 5–13)
- Eric Eyland – asistencia de ingeniería
- Rob Sellens: asistencia de ingeniería (pistas 2 a 5, 7 a 13)

## Posicionamiento en listas
| Chart (2024)                                | Peak position |
| ------------------------------------------- | ------------- |
| Argentina (CAPIF)                           | 1             |
| Australia (ARIA)                            | 1             |
| Austria (Ö3 Austria)                        | 2             |
| Bélgica (Ultratop Flandes)                  | 1             |
| Bélgica (Ultratop Valonia)                  | 1             |
| Canadá (Billboard Canadian Albums)          | 1             |
| Croacia (HDU)                               | 1             |
| República Checa (ČNS IFPI)                  | 4             |
| Dinamarca (Hitlisten)                       | 1             |
| Países Bajos (Album Top 100)                | 1             |
| Finlandia (Suomen virallinen lista)         | 8             |
| Francia (SNEP)                              | 2             |
| Alemania (Offizielle Top 100)               | 3             |
| Grecia (IFPI)                               | 3             |
| Hungría (MAHASZ)                            | 3             |
| Islandia (Plötutíðindi)                     | 3             |
| Irlanda (OCC)                               | 1             |
| Italia (FIMI)                               | 4             |
| Japón (Oricon)                              | 13            |
| Japón Japanese Combined Albums (Oricon)     | 14            |
| Japón Japanese Hot Albums (Billboard Japan) | 14            |
| Lituania (AGATA)                            | 2             |
| Nueva Zelanda (Recorded Music NZ)           | 1             |
| Nigeria (TurnTable)                         | 96            |
| Noruega (VG-lista)                          | 1             |
| Polonia (ZPAV)                              | 1             |
| Portugal (AFP)                              | 1             |
| Escocia (Scottish Albums Chart)             | 2             |
| Eslovaquia (ČNS IFPI)                       | 3             |
| España (PROMUSICAE)                         | 2             |
| Suecia (Sverigetopplistan)                  | 2             |
| Suiza (Schweizer Hitparade)                 | 2             |
| Reino Unido (UK Albums Chart)               | 1             |
| Estados Unidos (Billboard 200)              | 1             |

### Listas mensuales
| Lista (2024)   | Posición |
| -------------- | -------- |
| Japón (Oricon) | 41       |

## Eternal Sunshine Deluxe: Brighter Days Ahead
Eternal Sunshine Deluxe: Brighter Days Ahead es la tercera reedición de la cantautora estadounidense Ariana Grande. De su séptimo álbum de estudio Eternal Sunshine. Fue lanzado el 28 de marzo de 2025 por Republic Records, más de un año después del álbum original.

## Antecedentes y lanzamiento
En julio de 2024, Grande reveló que se estaba preparando una edición de lujo de Eternal Sunshine, pero que no se lanzaría «en un futuro próximo» debido a sus compromisos promocionales con Wicked.  En la 82.ª edición de los Globos de Oro declaró que se creó en 2024 y que se lanzaría «en algún momento». El 27 de febrero de 2025, la cuenta de Instagram «sweetener» de Grande pasó a llamarse «brighterdays». El 4 de marzo se hizo pública una línea telefónica falsa llamada «Brighter Days», que incluía un mensaje de voz de Grande anunciando un procedimiento de borrado de memoria, en referencia a la trama del videoclip de We Can't Be Friends (Wait for Your Love) y la película Eternal Sunshine of the Spotless Mind— en la ficticia «Brighter Days Clinic». El 8 de marzo se publicó un tráiler promocional en el que se veía cómo se prendía fuego a los productos que había dentro de una caja (una escena del videoclip de «We Can't Be Friends (Wait for Your Love)»), junto con un enlace para reservar el álbum. La reedición, titulada Eternal Sunshine Deluxe: Brighter Days Ahead, se anunció el 10 de marzo de 2025; y los pedidos anticipados comenzaron ese mismo día. Grande reveló los títulos y la lista de las canciones extra el 17 de marzo a través de sus redes sociales. El 25 de marzo se pudo escuchar un fragmento de la canción Twilight Zone a través de la línea directa «Brighter Days».
La reedición se lanzó el 28 de marzo de 2025, a través de streaming, descarga, dos variantes en CD y dos variantes en LP de vinilo.  La versión digital contiene las trece canciones estándar y seis canciones extra, mientras que la versión física incluye las remezclas previas de Yes, And?, Supernatural y The Boy Is Mine, con la colaboración de otros artistas, además de las canciones estándar y las extra. El 1 de abril de 2025, se lanzaron tres variantes exclusivas para descargar de la reedición a través de la tienda web de Grande y en los servicios de streaming: una edición instrumental, una edición a capela y una portada alternativa. 

## Título y portada
El título Eternal Sunshine Deluxe: Brighter Days Ahead proviene de la clínica ficticia «Brighter Days Clinic» que aparece en el videoclip de We Can't Be Friends (Wait for Your Love). La portada estándar es una «zoom out» fotografía de Grande con un vestido blanco, levitando en el aire, bajo un haz de luz blanca, en el centro de un fondo negro. Los 40 calificó la portada como «una metáfora del título del álbum», mientras que Hypebeast la describió como «una imagen adecuada para un álbum que promete «días más brillantes por delante».

## Música y letra
La primera pista extra de lujo de Eternal Sunshine es una versión extendida de Intro (End of the World). Amplía aún más las reflexiones y los cuestionamientos de Grande sobre su relación con su pareja. En la letra, vuelve al tema recurrente del borrado de la memoria del álbum.

## Crítica
Rob Sheffield de Rolling Stone calificó el álbum con 4 de 5 estrellas. Elogió las nuevas canciones por ser tan impactantes como las originales y describió el álbum como una continuación de su narrativa profundamente emotiva.  En un artículo para Variety, Steven Horowitz elogió la composición de las canciones del álbum y destacó que Grande es «una de las compositoras más infravaloradas de la música pop, capaz de combinar siempre el concepto con la ejecución, lo que le da a “Eternal Sunshine” el peso que solo el mejor pop terapéutico puede proporcionar». Gary Grimes, de la revista Attitude, lo consideró «un momento adecuado para hacer una pausa en la extraordinaria trayectoria de una de nuestras estrellas del pop más exitosas».
La tonalidad musical del álbum fue muy elogiada. Reagan Denning, de Melodic Magazine, y Amelia Knust, de Washington Square News, alabaron la incorporación del estilo synth-pop y describieron la atmósfera del álbum como «melodías inquietantes y sintetizadores misteriosos que crean una experiencia auditiva etérea» y «añaden una nueva capa de perfección synth-pop».

## Rendimiento comercial
En Estados Unidos, las reproducciones y descargas de la primera semana de «Brighter Days Ahead» contribuyeron a que «Eternal Sunshine» volviera al número uno de la lista Billboard 200, con 137 000 unidades equivalentes a álbumes, incluyendo 98,45 millones de reproducciones bajo demanda y 61 000 álbumes vendidos. Con la reedición, «Eternal Sunshine» alcanzó su tercera semana no consecutiva en el número uno, después de más de un año fuera; además, «Eternal Sunshine» tiene el mayor salto posicional al número uno (pasando del 87 al 1) desde Days Before Rodeo de Travis Scott. Fue el álbum más consumido de la semana, volviendo al número uno en las listas Top Vinyl Albums y Top Album Sales de Billboard, y consiguiendo su segunda semana no consecutiva en el número uno.

## Cortometraje
Simultáneamente al lanzamiento de la reedición el 28 de marzo, se estrenó un cortometraje titulado «Brighter Days Ahead» a través del canal de YouTube de Grande. Escrito y dirigido por Breslauer y Grande, El cortometraje se desarrolla 70 años después de los acontecimientos del videoclip We Can't Be Friends (Wait for Your Love); Grande interpreta a Peaches, el personaje ficticio presentado en el vídeo.  En la película aparecen tres canciones de la edición estándar del álbum y tres de las pistas adicionales de la reedición.  Coproducido por London Alley, Lucky Bastards, Republic Records y Grande, el 30 de marzo se celebraron proyecciones para fans de «Brighter Days Ahead» en Boca Ratón, Chicago, Los Ángeles y Nueva York.

### Lista de canciones
| Eternal Sunshine Deluxe: Brighter Days Ahead – digital edition |                                       |             |          |  |
| N.º                                                            | Título                                | Producer(s) | Duración |  |
| 14.                                                            | «Intro (End of the World)» (extended) | Grande      | 2:41     |  |
| 15.                                                            | «Twilight Zone»                       | Grande      | 3:18     |  |
| 16.                                                            | «Warm»                                | Grande      | 3:21     |  |
| 17.                                                            | «Dandelion»                           | Grande      | 3:24     |  |
| 18.                                                            | «Past Life»                           | Grande      | 3:35     |  |
| 19.                                                            | «Hampstead»                           | Grande      | 3:36     |  |
| 55:21                                                          |                                       |             |          |  |

| Eternal Sunshine Deluxe: Brighter Days Ahead – physical edition additional tracks |                                                |             |          |  |
| N.º                                                                               | Título                                         | Producer(s) | Duración |  |
| 15.                                                                               | «Yes, And?» (remix; con Mariah Carey)          | Grande      | 3:35     |  |
| 16.                                                                               | «Supernatural» (remix; con Troye Sivan)        | Grande      | 2:43     |  |
| 17.                                                                               | «The Boy Is Mine» (remix; con Brandy & Monica) | Grande      | 3:33     |  |
| 65:16                                                                             |                                                |             |          |  |

Notas
- Las primeras 13 pistas reflejan la lista de pistas de la edición estándar de Eternal Sunshine.
- También se lanzaron dos versiones digitales adicionales del álbum: una con versiones a capela de todas las pistas y otra con versiones instrumentales.

## Personal
Músicos
- Ariana Grande – voz principal (todas las pistas)
- Shintaro Yasuda – teclados, programación (pista 14)
- Nick Lee – teclados, programación, trombón (pista 14)
- Aaron Paris – programación (pista 14)
- Aaron Cheung – bajo, guitarra, sintetizador, violín (pista 14)
- Ilya – bajo, batería, teclados, programación, coarreglos (pistas 15, 17-19)
- Max Martin – bajo, batería, coarreglos (pistas 15, 17-19); teclados, programación (pistas 15-19)
- Oscar Görres – bajo, batería, guitarra, programación (pista 16)
- Jesse McGinty – saxofón tenor, trombón, trompeta (pista 17)
- Rashawn Ross – trompeta (pista 17)
- Davide Rossi – violín, viola, violonchelo, arreglos de cuerda (pista 19)

Técnico
- Serban Ghenea – mezcla
- Bryce Bordone – mezcla; ingeniería (pistas 15-19)
- Randy Merrill – masterización
- Eric Eylands – grabación (pista 14)
- Lou Carrao – ingeniería
- Sam Holland – ingeniería
- Daniel Clarke-DiCandilo – ingeniería adicional (pista 17)
- Jashua Conolly – ingeniería adicional (pista 17)

## Charts
| Chart (2025)                           | Peak position |
| -------------------------------------- | ------------- |
| Argentina (CAPIF)                      | 3             |
| Croacia (HDU)                          | 2             |
| Italia (FIMI)                          | 7             |
| Japón Japanese Western Albums (Oricon) | 12            |
| Lituania (AGATA)                       | 21            |
| Noruega (VG-lista)                     | 7             |
| Portugal (AFP)                         | 14            |
| Eslovaquia (ČNS IFPI)                  | 30            |

## Historial de Lanzamiento
| Región         | Fecha               | Formato(s)                          | Versiones                                       | Discográfica | Ref.            |
| -------------- | ------------------- | ----------------------------------- | ----------------------------------------------- | ------------ | --------------- |
| Varios         | 28 de marzo de 2025 | CD, LP, descarga digital, streaming | Standard                                        | Republic     | [ 218 ] [ 219 ] |
| Estados Unidos | 1 de abril de 2025  | Descarga digital                    | Alternate digital cover, a capela, instrumental | Republic     | [ 220 ]         |
| Varios         | 4 de abril de 2025  | Streaming                           | Alternate digital cover, a capela, instrumental | Republic     | [ 221 ]         |